# Cyclosporose
 Mise en garde médicale
La cyclosporose est une maladie parasitaire due à l'ingestion de coccidies Cyclospora cayetanensis. Chez l'homme elle infeste les cellules intestinales sous une forme sporocytaire à deux sporozoïdes.

## Histoire
C'est en 1977 que le potentiel pathologique de Cyclospora cayetanensis est reconnu pour la première fois. 
Une alerte épidémique en Amérique du Nord entre mai et juillet 1996 attire l'attention de la communauté scientifique,.

## Signes cliniques
Au retour d'une zone d'endémie, après une semaine d'incubation peuvent survenir des signes généraux et digestifs tels que :
- diarrhées aqueuses ;
- selles fréquentes ;
- perte d'appétit ;
- perte de poids ;
- crampes d'estomac ;
- nausées, vomissements ;
- fatigue ;
- flatulences augmentées ;
- fièvre modérée.

Les symptômes sont d'autant plus sévères que le sujet atteint est particulièrement jeune ou au contraire âgé.

## Examens complémentaires
La cyclosporose est diagnostiquée par l'examen direct des selles grâce à la fluorescence de la paroi de Cyclospora cayetanensis,.

## Traitement
Son traitement repose principalement sur la prévention liée au péril fécal, individuelle et collective et à un traitement antibiotique qui est le cotrimoxazole, éventuellement remplacé par la ciprofloxacine.